# Emily Robins
Emily Iris Robins (ur. 21 maja 1989) – nowozelandzka aktorka i piosenkarka.
Znana z roli Claire Simone Solomon z serialu telewizyjnego Shortland Street oraz z roli Scarlett Carlyle z serialu Slide.
W 2007 roku pojawiła się w sztuce Arthura Millera Czarownice z Salem, gdzie zagrała rolę Susannah.
Najbardziej znana z roli Alexandry Wilson z serialu młodzieżowego – Księżniczka z krainy słoni.

## Filmografia
- 2004–2007: Shortland Street jako Claire Simone Solomon
- 2008–2011: Księżniczka z krainy słoni jako Alex Wilson
- 2011: Slide jako Scarlett Carlyle